# Baugulf van Fulda
Baugulf (ook Baugolf(us), Vaugulf, Bagolf, Bougolf, gelatiniseerd Bougolfus) (gestorven 8 juli 815) was van 779 tot 802  de tweede abt van de abdij van Fulda.
Baugulf stamde uit de Rijnfrankische adel. Net zoals zijn broer bisschop Erkanbert van Minden was hij eerst monnik in Fulda. 
Als opvolger van de stichter abt Sturmius hield hij zich bezig met de verdere uitbouw van de in 744 opgerichte abdij van Fulda. Hij was tevens een van de leermeesters van Einhard.